# Fujio Yamamoto
Fujio Yamamoto (山本 富士雄 Yamamoto Fujio?,  nacido el 27 de mayo de 1966 en Kanagawa) es un exfutbolista japonés. Jugaba de defensa y su último club fue el Bellmare Hiratsuka de Japón.

## Trayectoria

### Clubes
| Club               | País  | Año         |
| ------------------ | ----- | ----------- |
| Urawa Reds         | Japón | 1990 - 1992 |
| NKK                | Japón | 1993        |
| Bellmare Hiratsuka | Japón | 1994 - 1996 |

## Palmarés

### Títulos nacionales
| Título             | Club               | País  | Año  |
| ------------------ | ------------------ | ----- | ---- |
| Copa del Emperador | Bellmare Hiratsuka | Japón | 1994 |